# Ставский, Авраам
Авраам Ставский (ивр. אברהם סטבסקי‎; 5 января 1906, Брест-Литовск, Российская империя — 23 июня 1948, Тель-Авив) — деятель ревизионистского сионизма. Активист организаций «Бейтар» и «ЭЦЕЛ», организатор нелегальной иммиграции европейских евреев в подмандатную Палестину. Ставский, приговорённый в 1933 году к смерти по обвинению в убийстве Хаима Арлозорова, был оправдан апелляционным судом, а позже израильской государственной следственной комиссией. Убит в результате артиллерийского обстрела судна «Альталена».

## Биография
Авраам Ставский родился в начале 1906 года в Брест-Литовске в семье Арона-Цви и Иты Ставских. Получив традиционное еврейское образование, к 17 годам окончил также общеобразовательную гимназию. По окончании учёбы в 1923 году Авраам, проникшийся к этому времени идеями сионизма, решил эмигрировать в Палестину. Несмотря на несогласие родителей и отсутствие разрешения на въезд в страну, он тайно покинул дом, пересёк польско-румынскую границу и через 10 дней был задержан в порту Галац при попытке пробраться на грузовое судно, идущее на Ближний Восток. Румынские власти передали его польским, которые затем вернули его домой.
После этого Ставский, убеждённый в праве евреев на собственное государство и в том, что добывать независимость придётся силой оружия, решил с целью получения военной подготовки поступить добровольцем на службу в польские вооружённые силы. Несмотря на юный возраст, он к этому времени отличался большой физической силой, и это, наряду с оконченным средним образованием, позволило ему быть принятым на службу. За два года в армии Ставский зарекомендовал себя как образцовый солдат и окончил курсы офицеров запаса.
К моменту окончания Ставским службы в армии в Польше начало действовать ревизионистское сионистское движение «Бейтар», к которому он присоединился. Среди задач, которые ставило перед ним руководство организации, была и работа инструктором в военизированных лагерях «Бейтара», готовивших бойцов для будущей еврейской армии. В 1933 году Ставский вновь отправился в Палестину — вначале снова без въездных документов, которые ему удалось получить только во Франции, в марсельском бюро Еврейского агентства.
По прибытии в Палестину Ставский присоединился к местному отделению «Бейтара» и к движению «Брит ха-бирьоним» («Союз бунтарей»), которое возглавлял сионист-ревизионист Абба Ахимеир. Через несколько месяцев после приезда Ставского в Палестину в Тель-Авиве был убит один из лидеров сионистов-социалистов Хаим Арлозоров. По подозрению в совершении убийства были арестованы Ахимеир, Ставский и Цви Розенблат. Суд по тяжким преступлениям приговорил Ставского к смерти, но широкое общественное негодование и развёрнутая видными деятелями еврейского ишува кампания против приговора привели к его пересмотру. Апелляционный суд оправдал Ставского «за отсутствием улик», и после 13 месяцев заключения он был выпущен из тюрьмы.

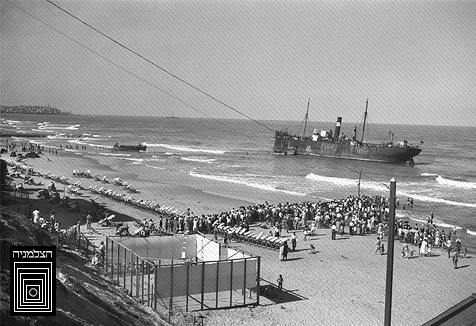
«Парита» у берегов Тель-Авива, 1939 год

По личной просьбе Зеэва Жаботинского Ставский вскоре после освобождения вернулся в Польшу, где занялся организацией выпуска ревизионистских периодических изданий. Одновременно он вёл работу по подготовке нелегальной репатриации в Палестину тех польских евреев, на которых не хватало выделенной британскими мандатными властями квоты на иммиграцию. Зафрахтованные Ставским и его единомышленниками суда брали на борт нелегальных иммигрантов и ночами выгружали их у берегов Палестины, где их уже ждали подпольщики, быстро переправлявшие их вглубь страны. Ставский лично добывал разрешения на выезд из Польши, румынские транзитные документы, договаривался с владельцами судов и портовыми властями. За годы деятельности он помог пробраться в Палестину тысячам евреев из Польши и других европейских стран; последний организованный Ставским транспорт, «Парита», пришёл в Палестину накануне начала Второй мировой войны.
В 1936 году Ставский женился на Броне Свислоцкой. После начала Второй мировой войны ему удалось покинуть Польшу, а затем организовать нелегальную иммиграцию в Палестину и жене, которая, однако, была арестована британскими властями в Тель-Авиве и провела в заключении несколько месяцев. Когда прибывший из Румынии Ставский тоже был арестован, обоих супругов выслали из Палестины, и им пришлось отправиться в США.
В США Ставский принимал участие в работе «Лиги за свободную Эрец-Исраэль» Гиллеля Кука. Сразу по окончании войны он вернулся в Европу и снова занялся нелегальной доставкой в Палестину уцелевших европейских евреев, используя для этой цели судно «Бен Хехт». С началом Войны за независимость Израиля Ставский принял ключевое участие в отправке в Палестину судна «Альталена» с грузом оружия и бойцами организации «ЭЦЕЛ» на борту. Однако из-за кардинальных разногласий между социалистическим руководством ишува и сионистами-ревизионистами «Альталена» по прибытии к берегам Тель-Авива была расстреляна артиллерией верных руководству ишува войск. Ставский, находившийся на её борту, получил смертельные ранения и скончался в тель-авивской больнице «Хадасса» 23 июня 1948 года.

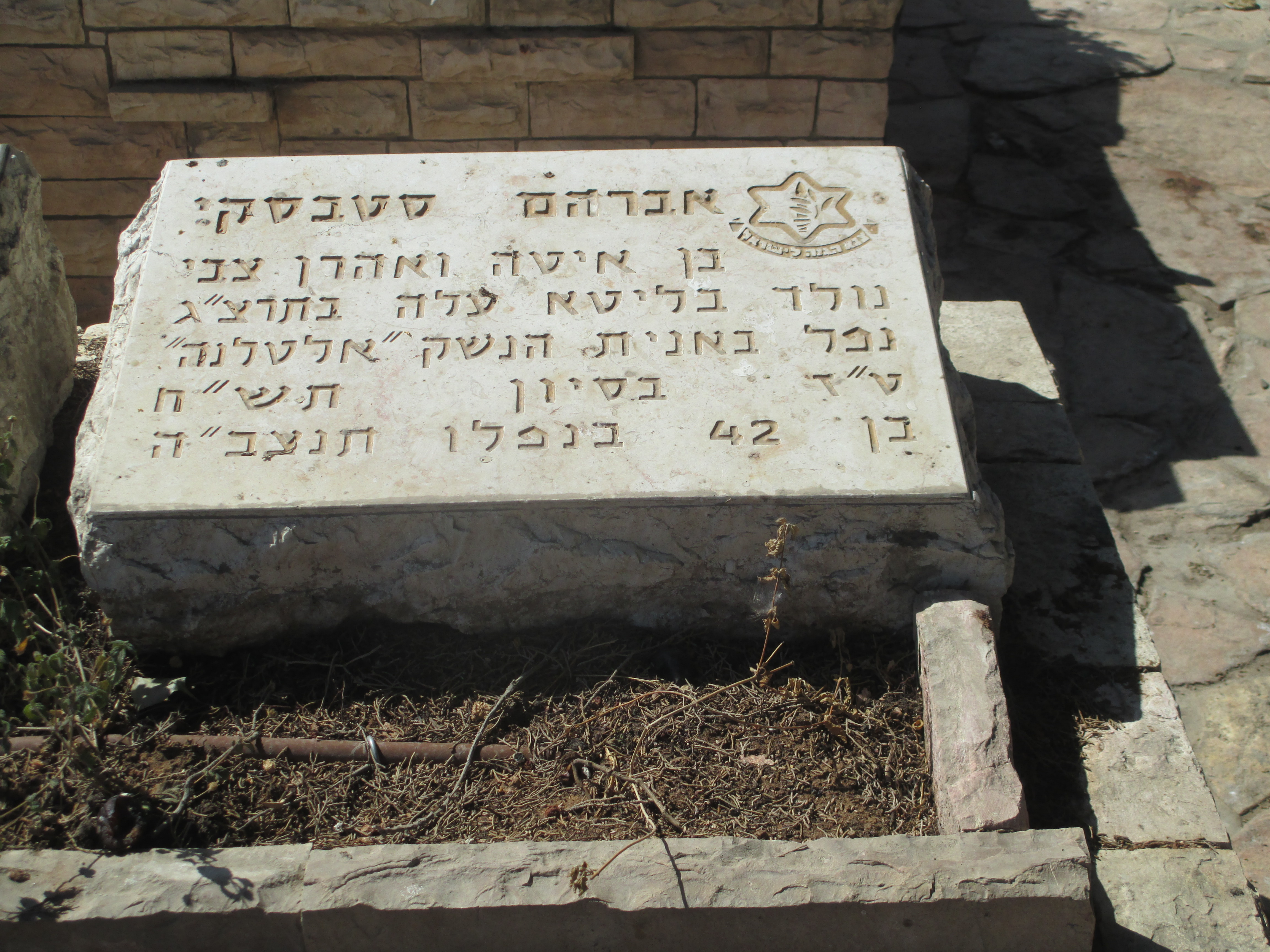
Могила Авраама Ставского на кладбище «Нахалат Ицхак»

Авраам Ставский был похоронен на военном кладбище «Нахалат Ицхак» рядом с Тель-Авивом. Поскольку среди сторонников левых взглядов, несмотря на оправдание в суде, бытовало убеждение, что они с Цви Розенблатом виновны в убийстве Хаима Арлозорова, в 1980-е годы правительством Израиля была сформирована следственная комиссия во главе с членом Верховного суда Давидом Бехором, которая в 1985 году единогласно сняла со Ставского и Розенблата все подозрения в причастности к убийству.